# 130 Cedar Street
Le 130 Cedar Street, anciennement connu sous le nom de Green Exchange Building, est un immeuble de hauteur moyenne dans le quartier financier de Lower Manhattan, à New York. Il est situé entre Cedar Street et Albany Street, le long de Washington Street, partageant un pâté de maisons avec 90 West Street. Il a été construit en 1931 et a été conçu par Renwick, Aspinwall & Guard .

## Attentats du 11 septembre
Lorsque la tour sud du World Trade Center s'est effondrée le 11 septembre 2001, le 130 Cedar Street a été complètement ravagé. Des centaines de tonnes de débris de feu sont tombés sur le bâtiment. Le sommet du coin nord-est des bâtiments s'est complètement effondré sous les débris. Les impacts de projectiles ont également allumé des incendies, qui se sont produits principalement au-dessus du 9e étage. Des dommages causés par le feu étaient évidents aux 11e et 12e étages dans le coin nord-ouest. Le marché Amish situé au rez-de-chaussée a été complètement détruit et incendié, avant de déménager plus loin dans les quartiers chics. Plusieurs colonnes en béton ont été fissurées, peut-être à cause de l'impact. Plusieurs baies à l'angle nord-est ont été gravement endommagées par l'impact des débris  . Après les attaques, le bâtiment était inhabitable et a perdu tous ses locataires.

## Rénovation
Comme de nombreux bâtiments du secteur, le 130 Cedar Street a dû être complètement décontaminé après les dommages qu'il a subis. En 2004, il a été annoncé que l'immeuble de bureaux serait transformé en hôtel, malgré les rumeurs selon lesquelles l'immeuble serait démoli .
Après de nombreuses années de revitalisation, le bâtiment a finalement été rouvert en tant qu'hôtel Club Quarters. Au cours du processus de restauration, sept nouveaux étages ont été ajoutés, ce qui porte le bâtiment à 19 étages ,.